# Miroslav Brozović
Miroslav Brozović (Mostar, 1917. augusztus 26. – Mostar, 2006. október 5.) olimpiai ezüstérmes jugoszláv válogatott bosznia-hercegovinai horvát labdarúgó, hátvéd, edző.

## Pályafutása

### Klubcsapatban
1933–34-ben a JŠK Mostar, 1934–35-ben a Zrinjski Mostar, 1935 és 1945 között a Građanski Zagreb, 1946 és 1948 között a Partizan, 1948 és 1953 között az FK Sarajevo labdarúgója volt. A Građanski csapatával két-két jugoszláv és horvát, a Partizan csapatával egy jugoszláv bajnoki címet nyert.

### A válogatottban
1940 és 1944 között 17 alkalommal szerepelt a Függetlan Horvát Állam válogatottjában. 1940 és 1948 között ugyancsak 17 alkalommal játszott a jugoszláv válogatottban. Részt vett az 1948-as londoni olimpián, ahol ezüstérmet szerzett a csapattal.

### Edzőként
1948 és 1956 között az FK Sarajevo csapatánál kezdte edzői pályafutását. 1956 és 1958 között a Željezničar, 1959 és 1961 között ismét az FK Sarajevo, 1963-ban Borac Banja Luka, 1966–67-ben újra az FK Sarajevo vezetőedzője volt. A későbbiekben dolgozott még a Sloga Doboj és a Rudar Kakanj csapatainál is. Az 1966–67-es idényben az FK Sarajevo együttesével jugoszláv bajnok lett.

## Sikerei, díjai

### Játékosként
Jugoszlávia
- Olimpiai játékok
  - ezüstérmes: 1948, London

 /  Građanski Zagreb
- Jugoszláv bajnokság
  - bajnok (2): 1936–37, 1939–40
- Jugoszláv kupa
  - győztes: 1938
- Horvát bajnokság
  - bajnok (2): 1941–42, 1942–43
- Horvát kupa
  - győztes: 1941

 Partizan
- Jugoszláv bajnokság
  - bajnok: 1946–47
- Jugoszláv kupa
  - győztes: 1947

 FK Sarajevo
- Jugoszláv bajnokság – másodosztály
  - bajnok: 1948–49

### Edzőként
FK Sarajevo
- Jugoszláv bajnokság
  - bajnok: 1966–67
- Jugoszláv bajnokság – másodosztály
  - bajnok: 1948–49

 Željezničar
- Jugoszláv bajnokság – másodosztály
  - bajnok: 1956–57 (II A zóna)

## Statisztika

### Mérkőzései a horvát válogatottban
| Horvátország | Horvátország         | Horvátország                      | Horvátország | Horvátország | Horvátország | Horvátország | Horvátország | Horvátország |
| #            | Dátum                | Helyszín                          | Hazai        | Eredmény     | Vendég       | Kiírás       | Gólok        | Esemény      |
| ------------ | -------------------- | --------------------------------- | ------------ | ------------ | ------------ | ------------ | ------------ | ------------ |
| 1.           | 1940. május 2.       | Budapest, Üllői úti pálya         | Magyarország | 1 – 0        | Horvátország | barátságos   | -            |              |
| 2.           | 1940. december 8.    | Zágráb, Građanski-stadion         | Horvátország | 1 – 1        | Magyarország | barátságos   | -            |              |
| 3.           | 1941. június 15.     | Bécs, Práter-stadion              | Németország  | 5 – 1        | Horvátország | barátságos   | -            |              |
| 4.           | 1941. szeptember 7.  | Pozsony                           | Szlovákia    | 1 – 1        | Horvátország | barátságos   | -            |              |
| 5.           | 1941. szeptember 28. | Zágráb                            | Horvátország | 5 – 2        | Szlovákia    | barátságos   | -            |              |
| 6.           | 1942. január 18.     | Zágráb                            | Horvátország | 0 – 2        | Németország  | barátságos   | -            |              |
| 7.           | 1942. április 5.     | Genova, Luigi Ferraris Stadion    | Olaszország  | 4 – 0        | Horvátország | barátságos   | -            |              |
| 8.           | 1942. április 11.    | Zágráb                            | Horvátország | 6 – 0        | Bulgária     | barátságos   | -            |              |
| 9.           | 1942. június 7.      | Pozsony                           | Szlovákia    | 1 – 2        | Horvátország | barátságos   | -            |              |
| 10.          | 1942. június 14.     | Budapest, Üllői úti pálya         | Magyarország | 1 – 1        | Horvátország | barátságos   | -            |              |
| 11.          | 1942. szeptember 6.  | Zágráb                            | Horvátország | 6 – 1        | Szlovákia    | barátságos   | -            |              |
| 12.          | 1942. október 11.    | Bukarest                          | Románia      | 2 – 2        | Horvátország | barátságos   | -            |              |
| 13.          | 1942. november 1.    | Stuttgart, Adolf Hitler Kampfbahn | Németország  | 5 – 1        | Horvátország | barátságos   | -            |              |
| 14.          | 1943. április 4.     | Zürich, Hardturm stadion          | Svájc        | 1 – 0        | Horvátország | barátságos   | -            | lecserélve   |
| 15.          | 1943. április 10.    | Zágráb                            | Horvátország | 1 – 0        | Szlovákia    | barátságos   | -            |              |
| 16.          | 1943. június 6.      | Pozsony                           | Szlovákia    | 1 – 3        | Horvátország | barátságos   | -            |              |
| 17.          | 1944. április 9.     | Zágráb                            | Horvátország | 7 – 3        | Szlovákia    | barátságos   | -            |              |
|              | Összesen             |                                   |              | 17           | mérkőzés     |              | 0            | gól          |

### Mérkőzései a jugoszláv válogatottban
| Jugoszlávia | Jugoszlávia          | Jugoszlávia                       | Jugoszlávia    | Jugoszlávia | Jugoszlávia   | Jugoszlávia            | Jugoszlávia | Jugoszlávia |
| #           | Dátum                | Helyszín                          | Hazai          | Eredmény    | Vendég        | Kiírás                 | Gólok       | Esemény     |
| ----------- | -------------------- | --------------------------------- | -------------- | ----------- | ------------- | ---------------------- | ----------- | ----------- |
| 1.          | 1940. szeptember 29. | Budapest, Üllői úti pálya         | Magyarország   | 0 – 0       | Jugoszlávia   | barátságos             | -           |             |
| 2.          | 1940. november 3.    | Zágráb                            | Jugoszlávia    | 2 – 0       | Németország   | barátságos             | -           |             |
| 3.          | 1941. március 23.    | Belgrád, BSK-pálya                | Jugoszlávia    | 1 – 1       | Magyarország  | barátságos             | -           |             |
| 4.          | 1946. szeptember 29. | Belgrád, Beogradski SK Stadion    | Jugoszlávia    | 4 – 2       | Csehszlovákia | barátságos             | -           |             |
| 5.          | 1946. október 7.     | Tirana                            | Albánia        | 2 – 3       | Jugoszlávia   | Balkán-kupa            | -           |             |
| 6.          | 1946. október 11.    | Tirana (ALB)                      | Románia        | 2 – 1       | Jugoszlávia   | Balkán-kupa            | -           |             |
| 7.          | 1946. október 12.    | Tirana, Qemal Stafa Stadion (ALB) | Bulgária       | 1 – 2       | Jugoszlávia   | Balkán-kupa            | -           |             |
| 8.          | 1947. május 11.      | Prága, Letenský Stadion           | Csehszlovákia  | 3 – 1       | Jugoszlávia   | barátságos             | -           |             |
| 9.          | 1947. június 22.     | Bukarest                          | Románia        | 1 – 3       | Jugoszlávia   | Balkán-kupa            | -           |             |
| 10.         | 1947. június 29.     | Belgrád, Partizan Stadion         | Jugoszlávia    | 2 – 3       | Magyarország  | Balkán-kupa            | -           |             |
| 11.         | 1948. június 27.     | Belgrád, Beogradski SK Stadion    | Jugoszlávia    | 0 – 0       | Albánia       | Balkán-kupa            | -           |             |
| 12.         | 1948. július 4.      | Szófia, Junak Stadion             | Bulgária       | 1 – 3       | Jugoszlávia   | Balkán-kupa            | -           |             |
| 13.         | 1948. július 31.     | London, Craven Cottage (GBR)      | Luxemburg      | 1 – 6       | Jugoszlávia   | olimpia – első forduló | -           |             |
| 14.         | 1948. augusztus 5.   | Ilford, Lynn Road Stadion (GBR)   | Törökország    | 1 – 3       | Jugoszlávia   | olimpiai negyeddöntő   | -           |             |
| 15.         | 1948. augusztus 11.  | London, Wembley Stadion           | Nagy-Britannia | 1 – 3       | Jugoszlávia   | olimpiai elődöntő      | -           |             |
| 16.         | 1948. augusztus 13.  | London, Wembley Stadion (GBR)     | Svédország     | 3 – 1       | Jugoszlávia   | olimpiai döntő         | -           |             |
| 17.         | 1948. augusztus 25.  | Varsó, Lengyel Hadsereg Stadionja | Lengyelország  | 0 – 1       | Jugoszlávia   | Balkán-kupa            | -           |             |
|             | Összesen             |                                   |                | 17          | mérkőzés      |                        | 0           | gól         |